# 管正
管正（1933年3月—2016年9月6日），江苏苏州吴中区甪直镇人，中华人民共和国政治人物、文化研究学者、一级经济师:1，中国共产党党员。政治生涯中，曾任吴县人民政府县长、中共吴县县委书记、苏州市人大常委会副主任等职务；退休后曾担任苏州市孙武子研究会会长、中国苏州孙子兵法国际研究中心主任、中国孙子兵法研究会理事，研究孙武和《孙子兵法》。2016年9月6日在苏州去世。

## 生平
1933年3月，管正出生于江苏苏州吴县甪直镇。1949年5月在邻居、地下党支部书记严修桢的指引下，时年16岁的管正开始参加当地的革命工作，当时他是一名中学生，是江苏省苏州地区委员会干校学员，为农村工作团队员:1。中华人民共和国成立后的1950年2月开始，历任共青团昆山县蓬朗区委员会宣传委员、副书记、团委书记。1952年，加入中国共产党。1954年5月，他走上政府工作岗位，任昆山县人民政府人事科科员。1955年3月后，担任中共昆山县委组织部干部、干事、组织员。1956年5月，任昆山县人民政府人事科副科长。1957年12月，担任昆山县周庄乡党委第二书记、书记。
在中国的大规模工业建设时期，1958年10月，他调出政府，在昆山县第一钢铁机械厂担任副书记、书记。1959年5月又任昆山县基本建设委员会副主任。同年9月任昆山县陈墓乡党委第二书记。1960年1月，任昆山县周市乡党委书记。1966年3月任中共昆山县委办公室主任。文化大革命时期，他从1967年4月开始在昆山五七干校参加劳动。后来，他于文革期间历任昆山县宣传站干部、昆山县共青丰产片负责人、中共太仓县委办公室主任。文革结束后，1977年7月，任中共太仓县委副书记，后又成为太仓县县长。
1983年4月，江苏省第六届人民代表大会召开，管正为人大代表出席会议。次年1月，管正担任中共吴县县委副书记、县长。任内，邀请中国外交家乔冠华遗孀将其骨灰下葬于吴县。1985年2月任中共吴县县委书记，并在此期间了解到孙武（春秋时期著名兵法家）在吴县境内留下的遗址遗迹和民间传说，这和他退休后对孙武和《孙子兵法》的研究息息相关:2。1987年召开的中国共产党第十三次全国代表大会上，管正成为代表:1。次年1月，他调入苏州市人民代表大会常务委员会担任副主任、党组成员，但此时仍兼任吴县县委书记。1989年11月，辞去吴县县委书记职务，结束了县级地方从政生涯。1994年7月28日，苏州市孙子研究会成立，即将退休的管正经过选举成为第一任会长，此后他和会员们便对孙武和《孙子兵法》开始了长期专题研究，这在苏州历史上属首次:2。
管正两次获得“江苏省先进个人”称号，被记一次省三等功:1。曾被中共江苏省委宣传部、江苏省司法厅评为“普法教育先进个人”，被江苏省人民政府授予“民兵预备役建设先进个人”称号。

### 退休后
1996年2月10日，苏州市第十一届人民代表大会常务委员会第二十次会议决定：接受管正、吴克栓辞去苏州市第十一届人民代表大会常务委员会副主任职务的请求。3月，管正退休，开始在孙子兵法的研究上发挥余热，同时致力于保护苏州传统文化。除了研究孙武外，管正还研究徐福东渡等历史文化。:1, 54月8日，苏州市孙子研究会改名为苏州市孙武子研究会。2004年，为加强国际合作，苏州市孙子兵法国际研究中心成立，他担任法人代表、主任。管正后来又担任中国孙子兵法研究会的理事、吴中区孙子兵法研究会名誉会长:2。
2016年9月6日，管正因病医治无效，在苏州逝世，享年83岁。其遗体告别仪式于2016年9月8日在苏州市殡仪馆举行。

## 乔冠华骨灰风波
1983年9月22日，中华人民共和国外交家、前外交部部长乔冠华因癌症病逝。其病逝前希望将骨灰葬在家乡——江苏盐城建湖县。等到其遗孀章含之将乔的骨灰带到盐城时，江苏省委办公厅指示：“热情接待，但规格不要过高。”对于骨灰问题则表态“你们看着办吧”。在中共盐城地委常委会议上，有人认为乔冠华因生前和四人帮走得比较近，不同意在盐城下葬，最后盐城方面遂拒绝了章含之的请求。时任中共吴县县委书记的管正听说此事后，非常愤慨和不平，认为“中国哪里都可葬这么一位功臣”，并表态“太湖之滨、洞庭山上”，章含之“愿葬什么地方就葬什么地方”，邀请章含之来吴县埋葬乔的骨灰。章含之接受了这一邀请，选定洞庭东山南坡为乔冠华之墓。后来，盐城开发人文遗产，在乔冠华故里兴建红色旅游纪念地之后，向苏州方面提出希望迁移墓地、“魂归故里”。苏州方面同意请求，但提出希望在原墓地立碑，上书“中华人民共和国外交部原部长乔冠华曾安葬于此”等。
另外此事还流传一个版本：章含之来到盐城市政府后，乔冠华侄儿乔宗连宴请了章含之，同时邀请了盐城市领导出席，但他们一个人也没有来，态度冷淡。此时，章含之想到了苏州，原因有三：首先，乔冠华的至交李灏是苏州人，他作为医生曾切除乔冠华体内的结核瘤；其次她的母亲是苏州吴县东山镇人；更重要的是，苏州离盐城不远，且吴县东山镇风景秀美，认为是乔冠华的合适归宿。章含之请求李灏帮忙给吴县县委转达消息、询问情况。曾被打成右派的吴县县委书记管正一口就答应了这一请求。

## 著作论文
- 管正. . 苏州: 古吴轩出版社. 2009-05. ISBN 978-7-80733-332-6.
- 管正; 俞杏楠; 苏州市孙武子研究会; 中共苏州市吴中区委宣传部. . 苏州: 古吴轩出版社. 2002-12. ISBN 7-80574-691-5.
- 管正. . 沈阳: 白山出版社. 1999. ISBN 7-80566-706-3.
- 管正. . 2006孙子兵法应用高层论坛论文集. 2006, (5).